# Premio de Poesía Delegación del Gobierno en Aragón
El Premio de Poesía Delegación del Gobierno en Aragón, esponsorizado por el gobierno de España, la Delegación del Gobierno en Aragón y hasta 2012 por la Caja Rural de Aragón (Cajalón), es, en la disciplina literaria de la poesía, un premio concedido a escritores nacidos o residentes en Aragón. El fallo del premio se efectúa por el jurado que lo instituye, todos los otoños antes de Navidad. La entrega de premios suele celebrarse en febrero o en marzo del año siguiente. Miguel Ángel Yusta, galardonado por la sexta edición del premio por su obra Ayer fue sombra, en diciembre de 2009, lo recibió por ejemplo durante la celebración de la entrega de premios, el 23 de marzo de 2010 en la sede central de Cajalón, en Zaragoza.
Desde 2010 el premio es único. Anteriormente se concedía un accésit, como el que obtuvo Manuel Peláez en 2009 por su poemario Standards and Benchmarks, último accésit en haber sido entregado por el Premio de Poesía Delegación del Gobierno en Aragón.
Para la edición de 2010 la convocatoria del premio fija el plazo de envío de los poemas del 27 de septiembre al 8 de octubre.